# Higashiura (Aichi)
Higashiura (jap. 東浦町 Higashiura-chō) – miasto w Japonii, na wyspie Honsiu, w prefekturze Aichi. Według danych na rok 2020 miejscowość zamieszkiwało 49 596 mieszkańców , a gęstość zaludnienia wyniosła 1592,7 os./km².